# دائرشتورف
دائرشتورف (به آلمانی: Daerstorf) یک منطقهٔ مسکونی در آلمان است که در نوی وولمشتورف واقع شده‌است.